# الشاطئ الرابع

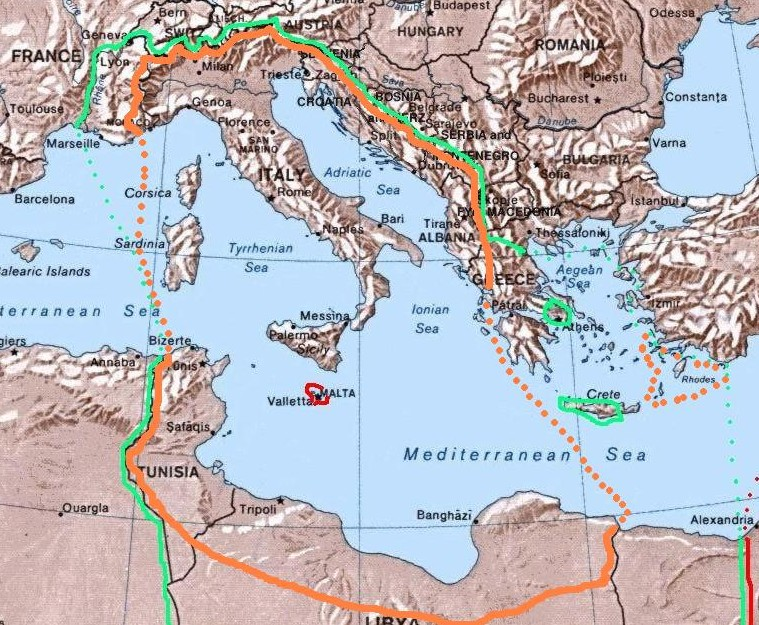
موقع الشاطئ الرابع بالعلاقة لمشروع "إيطاليا العظمى" الفاشي.

الشاطئ الرابع (بالإيطالية:La Quarta Sponda) هو مصطلح أطللقه بينيتو موسوليني على شاطئ ليبيا عندما كانت مستعمرة إيطالية. أشتق المصطلح بسبب وجود ثلاث شواطئ في شبه جزيرة إيطاليا (الأدرياتيكي والتيراني والأيوني) واعتبرت ليبيا الرابعة.

## تاريخ المصطلح
مثّل الشاطئي الرابع الجزء الجنوبي لإيطاليا العظمى، وقد كان مشروعاً فاشيا لتوسيع رقعة إيطاليا في بداية الأربعينيات. استُعمل المصطلح لترغيب الشعب الإيطالي في فكرة احتلال ليبيا التي اعتبرت جزءً من إيطاليا وكأنها تمثل «أمريكا» الجديدة للمهاجرين الإيطاليين. لقد كان حافز إيطاليا الرئيسي من وراء إعادة اكتشاف أثار لبدة الكبرى هو تجسيد حق إيطاليا في احتلال المنطقة، كما احتلها أجدادهم الروم من قبلهم.